# Wechsel Straße
Die Wechsel Straße B 54 ist eine Landesstraße B in Niederösterreich und der Steiermark und eine ehemalige Bundesstraße. Sie führt auf einer Länge von 110 km von Wiener Neustadt über den Wechsel-Pass nach Gleisdorf und verläuft dabei parallel zur Süd Autobahn A 2.
Vor dem Bau der Süd Autobahn war sie Teil der Hauptstraßenverbindung zwischen Wien und Graz. Aufgrund ihrer vergangenen Bedeutung sind Teile der Strecke kreuzungsfrei ausgebaut. Heute ist die Strecke über den Wechsel, die den Beinamen Panoramastraße führt, als Ausflugsstrecke beliebt. In der Nähe von Gleisdorf beginnt die Steirische Apfelstraße.

## Geschichte

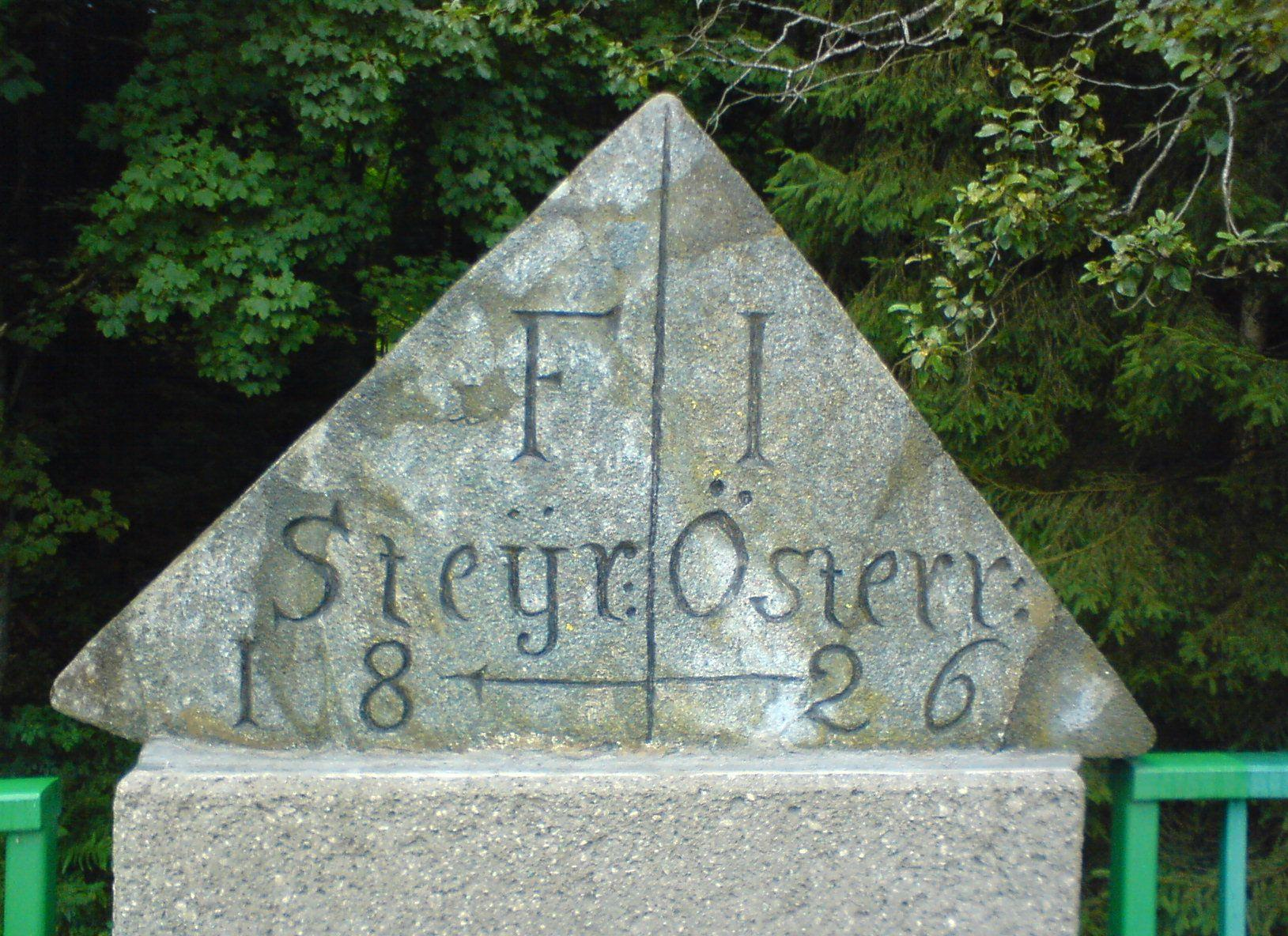
Historischer Grenzstein zwischen Niederösterreich und der Steiermark an der B 54 bei Mönichkirchen und Schaueregg

Die Fürsten von Pálffy ließen den niederösterreichischen Streckenabschnitt von Wiener Neustadt über Schwarzau, Seebenstein, Krumbach und Kirchschlag bis Güns (heute Kőszeg), dessen östlicher Teil heute als Kirchschlager Straße bezeichnet wird, auf ihre Kosten zu einer Chaussee ausbauen, die im September 1818 fertiggestellt wurde. In den Jahren 1827–1828 wurde die Anschlussstrecke über Aspang bis zur steiermärkischen Landesgrenze erbaut. Seit 1866 gehörte die Pálffy’sche Straße zu den 17 niederösterreichischen Landesstraßen.
Der steirische Streckenabschnitt von Gleisdorf über Pischelsdorf, Kaindorf, Hartberg, Greinbach, Rohrbach, Friedberg bis an die niederösterreichische Landesgrenze wurde durch das Gesetz vom 3. Oktober 1868 den Bezirksstraßen I. Klasse zugerechnet.
Am 9. März 1907 beschloss der steirische Landtag, die Hartberger Altstadt durch eine 700 m lange Umgehungsstraße vom Durchgangsverkehr zu entlasten. Seit dem 1. April 1938 werden die Bezirksstraßen I. Ordnung in der Steiermark als Landesstraßen geführt.
Nach dem Anschluss Österreichs wurde die nördliche Teilstrecke zwischen Wiener Neustadt und Friedberg im Zuge der Vereinheitlichung des Straßensystems am 1. April 1940 in eine Reichsstraße umgewandelt und als Teil der Reichsstraße 345 geführt. Diese Reichsstraße führte von Wiener Neustadt über Friedberg bis Szombathely.
Die Wechsel Straße gehörte ab dem 1. April 1948 zum Netz der Bundesstraßen in Österreich. Seit dem Ausbau in den 1960er Jahren verläuft sie bei Neustift an der Lafnitz auch kurz auf burgenländischem Gebiet. Mit dem Bau der Süd Autobahn über den Wechsel sowie weiter nach Gleisdorf in den 1980er-Jahren verlor die B54 weitgehend den Transitverkehr. 2002 erfolgte die Übertragung in die Landesverwaltungen Niederösterreich und Steiermark.
Am 10. Juni 2024 wurde in Wiener Neustadt unweit der Kreuzung mit der Katzelsdorfer Straße nach eineinhalb Jahren Bauzeit die Bahnunterführung eröffnet, welche die zuvor aufgrund meist langer Schließzeiten der Bahnschranken besonders stauträchtige Eisenbahnkreuzung mit der Mattersburger Bahn und der Aspangbahn ersetzt.

## Ausbau

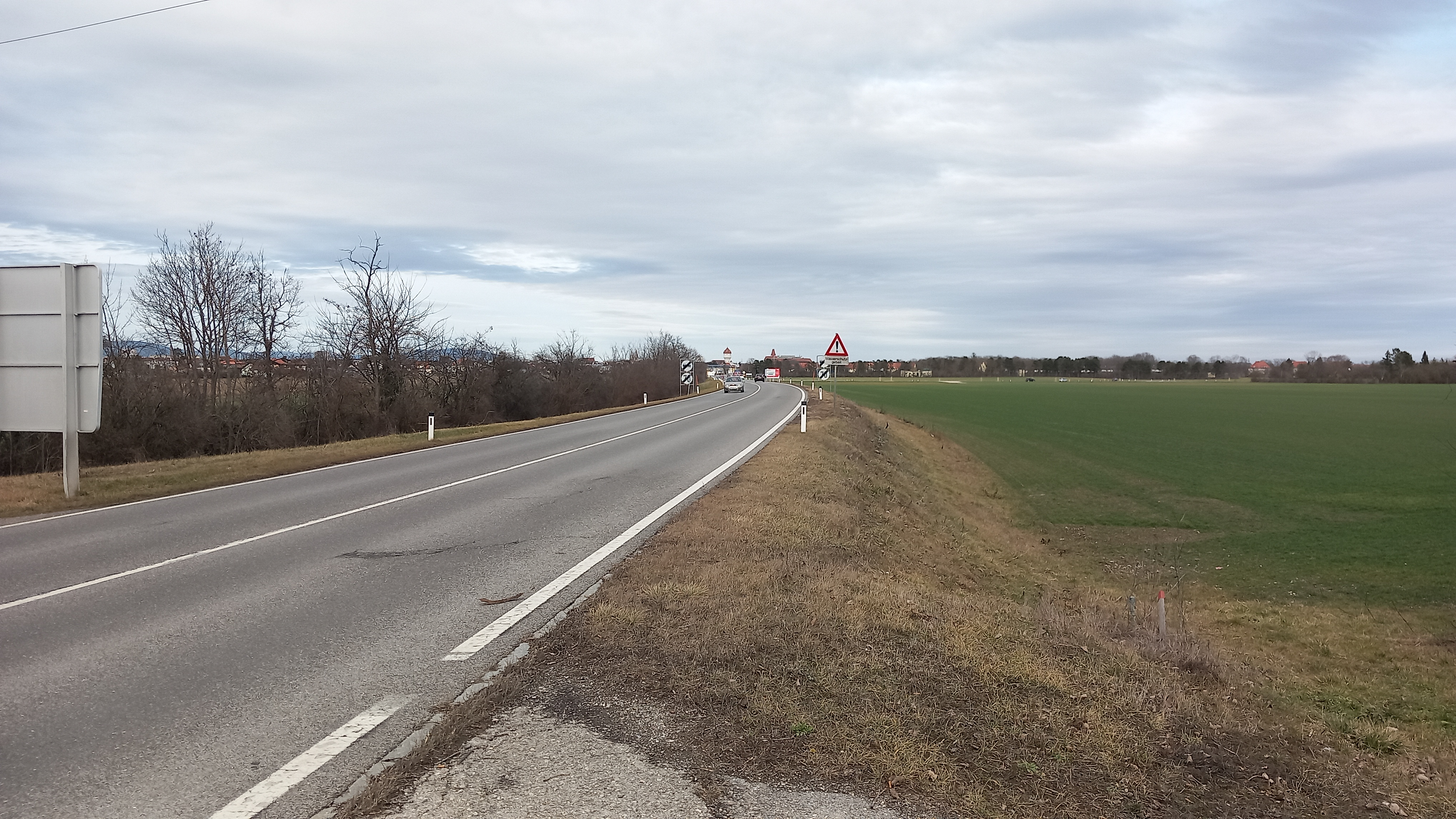
Die B 54 bei Wiener Neustadt

Der erste von drei Teilen der Umfahrung Hartberg wurde 2007/08 gebaut und freigegeben, die Bautermine für die weiteren Baulose stehen noch nicht fest.

## Streckenverlauf
Die Wechselstraße beginnt im Stadtgebiet von Wiener Neustadt und führt, östlich der Südautobahn, über das Steinfeld in das Pittental hinein. An Oberläufen der Pitten (Piestingbach, Kohlgrabenbach) geht es über Aspang hinauf nach Mönichkirchen, wo am Wechsel (Pass) der Kulminationspunkt auf knapp 1000 m Seehöhe sowie die Steiermark erreicht sind. Bergab geht es nun auf südwärts streichenden Höhenzügen des Wechsels bis Pinggau, wo kurz das obere Pinkatal tangiert und dann allmählich in die Oststeirische Riedellandschaft eingetaucht wird. Dabei quert die Wechselstraße südwestwärts regelmäßig zahlreiche Riedel und deren parallel laufenden Gewässerfurchen, wobei bis Hartberg das Tal der Lafnitz erwähnenswert, hernach jenes der Pöllauer Safen (Kaindorf) bzw. Feistritz (Hirnsdorf), aber auch das Raabtal (Gleisdorf) ist. Hier endet amtlich der Fernstraßenzug.